# Luis de Mecklemburgo-Schwerin
Luis de Mecklemburgo-Schwerin (en alemán: Herzog Ludwig von Mecklenburg-Schwerin, 6 de agosto de 1725 - 12 de septiembre de 1778), fue el heredero del ducado de Mecklemburgo-Schwerin desde 1756 hasta su muerte. También fue el padre del primer Gran Duque Federico Francisco I de Mecklemburgo-Schwerin.

## Biografía
Luis nació en Grabow, Mecklemburgo-Schwerin, como el tercer hijo y el segundo varón del duque Cristián Luis II de Mecklemburgo-Schwerin (1683-1756), (hijo del duque Federico de Mecklemburgo-Grabow y de la landgravina Cristina Guillermina de Hesse-Homburg) y su esposa, la duquesa Gustava Carolina de Mecklemburgo-Strelitz (1694-1748), (hija del duque Adolfo Federico II de Mecklemburgo-Strelitz y la duquesa María de Mecklemburgo-Güstrow). 
Después de la muerte del padre en 1756, su hermano Federico sucedió en el ducado. Como su hermano permaneció soltero y sin hijos fue nombrado heredero, pero murió en 1778, a la muerte de su hermano en 1785 su hijo Federico Francisco, sucedió como duque de Mecklemburgo-Schwerin, y más tarde como Gran Duque de Mecklemburgo-Schwerin.
Junto con su esposa, el príncipe heredero Luis era mecenas y defensor de las bellas artes.
Príncipe heredero Luis murió el 12 de septiembre de 1778 en Schwerin, y fue enterrado en la Iglesia de San Nicolás de Schwerin.

## Matrimonio y descendencia
Luis se casó el 13 de mayo de 1755 en Schwerin con la princesa Carlota Sofía de Sajonia-Coburgo-Saalfeld (1731-1810), hija del duque  Francisco Josías de Sajonia-Coburgo-Saalfeld, y su esposa, la princesa Ana Sofía de Schwarzburg-Rudolstadt. 
Tuvieron un hijo y una hija: 
- Gran Duque Federico Francisco I de Mecklemburgo-Schwerin (10 de diciembre de 1756 - 1 de febrero de 1837); casado en 1775 con la princesa Luisa de Sajonia-Gotha-Altenburgo, con descendencia.
- Duquesa Sofía Federica de Mecklemburgo-Schwerin (24 de agosto de 1758 hasta 29 de noviembre de 1794); casada en 1774 con Federico, príncipe heredero de Dinamarca y Noruega, con descendencia.

## Títulos y estilos
- 6 de agosto de 1725 - 12 de septiembre de 1778: Su Alteza el Duque Luis de Mecklemburgo-Schwerin.